# Переїзд (Пристенський район)
Переїзд  (рос. Переезд) — хутір в Пристенському районі Курської області Російської Федерації.
Населення становить 27 осіб. Входить до складу муніципального утворення Котовська сільська рада.

## Історія
Населений пункт розташований на території українського етнічного та культурного краю Східна Слобожанщина.
Від 2004 року входить до складу муніципального утворення Котовська сільська рада.

## Населення
| 2002 | 2010 |
| ---- | ---- |
| 70   | ↘27  |